# Menonvillea
Menonvillea é um género botânico pertencente à família Brassicaceae.